# 我是女演員
《我是女演員》是江苏卫视与优酷推出的首档东方美学演技竞演类真人秀節目，由百克力主持。於2021年4月10日起週六晚22:00開播。

## 播出时间
| 頻道     | 所在地   | 播映日期      | 播出時間 |
| -------- | -------- | ------------- | -------- |
| 江苏卫视 | 中国大陆 | 2021年4月11日 | 22:00    |
| 优酷     | 中国大陆 | 2021年4月11日 | 20:00    |

## 教導团
- 校長：趙雅芝
- 教導主任：劉濤
- 學院顧問：惠英红
- 教研组長：張曉龍
- 班主任：嚴屹寬（才藝班）、鄭元暢（综藝班）、李治廷（自定義班）、乔振宇
- 发言官：百克力
- 代课老师：張哲瀚、龔俊、張鐵林、王一菲、林皓洋、王浩信、陳豪、包文婧、茅子俊、李一桐、林鹏、王琳、張萌、張寶雯
- 决赛特别嘉宾：鍾鎮濤、溫兆倫、鄔君梅、趙文卓

## 赛程

### 分班考核
新人演员迎来首次分班考试，27位超A女学員依次进行最美展示，三位班主任有權根據自己的喜好亮灯，进入所属班级，有多位班主任选择则由学员反选。没有班主任亮灯的学员将进入待定区，由教导主任代为分班。
| 日期                 | 学员     | 亮灯   | 亮灯   | 亮灯   | 班级          | 備註       |
| 日期                 | 学员     | 嚴屹寬 | 鄭元暢 | 李治廷 | 班级          | 備註       |
| 2021年4月10日 先导片 | 韩沛颖   | ✔      | ✔      | ✔      | 自定義班      |            |
| 2021年4月10日 先导片 | 段小薇   |        | ✔      | ✔      | 综藝班        |            |
| 2021年4月10日 先导片 | 包上恩   |        | ✔      | ✔      | 综藝班        |            |
| 2021年4月10日 先导片 | 田轩宁   | ✔      | ✔      |        | 综藝班        |            |
| 2021年4月10日 先导片 | 胡尹     | ✔      | ✔      |        | 综藝班        |            |
| 2021年4月10日 先导片 | 张天爱   | ✔      | ✔      |        | 综藝班        |            |
| 2021年4月10日 先导片 | 黄思瑞   | ✔      | ✔      |        | 综藝班        |            |
| 2021年4月10日 先导片 | 周静波   | ✔      | ✔      |        | 才藝班        |            |
| 2021年4月10日 先导片 | 朱丹妮   |        |        | ✔      | 自定義班      |            |
| 2021年4月10日 先导片 | 张沐兮   | ✔      | ✔      |        | 综藝班        |            |
| 2021年4月10日 先导片 | 曹赛亚   | ✔      | ✔      |        | 综藝班        |            |
| 2021年4月10日 先导片 | 于昕屹   |        |        |        | 待定→才藝班   |            |
| 2021年4月10日 先导片 | 严屹南   |        |        |        | 待定→才藝班   |            |
| 2021年4月10日 先导片 | 于杨梓   |        |        |        | 待定→才藝班   |            |
| 2021年4月10日 先导片 | 徐世昕   | ✔      | ✔      | ✔      | 自定義班      |            |
| 2021年4月10日 先导片 | 崔真真   | ✔      | ✔      | ✔      | 自定義班      |            |
| 2021年4月10日 先导片 | 高容方   |        | ✔      | ✔      | 综藝班        |            |
| 2021年4月10日 先导片 | 潘蓉歆   |        | ✔      |        | 综藝班        | 综藝班满员 |
| 2021年4月10日 先导片 | 林艾泇   |        |        |        | 待定→才藝班   |            |
| 2021年4月10日 先导片 | 屈梦汝   |        |        | ✔      | 自定義班      |            |
| 2021年4月10日 先导片 | 赵诗意   |        |        | ✔      | 自定義班      |            |
| 2021年4月10日 先导片 | 曹斐然   | ✔      |        |        | 才藝班        |            |
| 2021年4月10日 先导片 | 肖小芸   |        |        | ✔      | 自定義班      |            |
| 2021年4月10日 先导片 | 黄婷     | ✔      |        |        | 才藝班        |            |
| 2021年4月10日 先导片 | 吕研     |        |        | ✔      | 自定義班      |            |
| 2021年4月10日 先导片 | 程曼鑫   |        |        |        | 待定→自定義班 |            |
| 2021年4月10日 先导片 | 乌日丽格 | ✔      |        | ✔      | 才藝班        |            |

### 第一轮考核
- 第一個經典影視劇IP ：還珠格格

#### 小考
| 日期                 | 考场         | 班级     | 学员          | 結果                  |
| 2021年4月17日 第一期 | 台词配音考核 | 才藝班   | 黄婷          | 无人晋级              |
| 2021年4月17日 第一期 | 台词配音考核 | 才藝班   | 于昕屹        | 无人晋级              |
| 2021年4月17日 第一期 | 台词配音考核 | 才藝班   | 于杨梓        | 无人晋级              |
| 2021年4月17日 第一期 | 台词配音考核 | 综藝班   | 潘蓉歆        | 潘蓉歆 晋级即興考核   |
| 2021年4月17日 第一期 | 台词配音考核 | 综藝班   | 胡尹          | 潘蓉歆 晋级即興考核   |
| 2021年4月17日 第一期 | 台词配音考核 | 综藝班   | 张天爱        | 潘蓉歆 晋级即興考核   |
| 2021年4月17日 第一期 | 台词配音考核 | 自定義班 | 韩沛颖        | 朱丹妮 晋级即興考核   |
| 2021年4月17日 第一期 | 台词配音考核 | 自定義班 | 朱丹妮        | 朱丹妮 晋级即興考核   |
| 2021年4月17日 第一期 | 台词配音考核 | 自定義班 | 崔真真        | 朱丹妮 晋级即興考核   |
| 2021年4月17日 第一期 | 形体表演考核 | 才藝班   | 林艾泇        | 林艾泇 晋级即興考核   |
| 2021年4月17日 第一期 | 形体表演考核 | 才藝班   | 周静波        | 林艾泇 晋级即興考核   |
| 2021年4月17日 第一期 | 形体表演考核 | 才藝班   | 曹斐然        | 林艾泇 晋级即興考核   |
| 2021年4月17日 第一期 | 形体表演考核 | 综藝班   | 田轩宁        | 田轩宁 晋级即興考核   |
| 2021年4月17日 第一期 | 形体表演考核 | 综藝班   | 包上恩 段小薇 | 田轩宁 晋级即興考核   |
| 2021年4月17日 第一期 | 形体表演考核 | 自定義班 | 屈梦汝        | 无人晋级              |
| 2021年4月17日 第一期 | 形体表演考核 | 自定義班 | 肖小芸        | 无人晋级              |
| 2021年4月17日 第一期 | 形体表演考核 | 自定義班 | 徐世昕        | 无人晋级              |
| 2021年4月17日 第一期 | 情感演绎考核 | 才藝班   | 乌日丽格      | 乌日丽格 晋级即興考核 |
| 2021年4月17日 第一期 | 情感演绎考核 | 才藝班   | 曹赛亚        | 乌日丽格 晋级即興考核 |
| 2021年4月17日 第一期 | 情感演绎考核 | 才藝班   | 严屹南        | 乌日丽格 晋级即興考核 |
| 2021年4月17日 第一期 | 情感演绎考核 | 综藝班   | 黄思瑞        | 高容方 晋级即興考核   |
| 2021年4月17日 第一期 | 情感演绎考核 | 综藝班   | 高容方        | 高容方 晋级即興考核   |
| 2021年4月17日 第一期 | 情感演绎考核 | 综藝班   | 张沐兮        | 高容方 晋级即興考核   |
| 2021年4月17日 第一期 | 情感演绎考核 | 自定義班 | 程曼鑫        | 无人晋级              |
| 2021年4月17日 第一期 | 情感演绎考核 | 自定義班 | 赵诗意        | 无人晋级              |
| 2021年4月17日 第一期 | 情感演绎考核 | 自定義班 | 吕研          | 无人晋级              |

#### 即興考核
| 日期                 | 劇目                       | 角色   | 班级     | 學員     | 考点 | 考点 | 考点 | 考点 | 個人票數 | 結果          | 排名 |
| 日期                 | 劇目                       | 角色   | 班级     | 學員     | 1    | 2    | 3    | 4    | 個人票數 | 結果          | 排名 |
| 2021年4月17日 第一期 | 《還珠格格之真假格格》     | 紫薇   | 综藝班   | 高容方   | ✔    | ✔    | ✔    | ✔    | 78       | 高容方 晋级   | 2    |
| 2021年4月17日 第一期 | 《還珠格格之真假格格》     | 紫薇   | 自定義班 | 朱丹妮   | ✘    | ✔    | ✘    |      | 44       | 高容方 晋级   |      |
| 2021年4月17日 第一期 | 《還珠格格之私奔前的告别》 | 香妃   | 才藝班   | 乌日丽格 | ✔    | ✔    | ✘    | ✔    | 84       | 乌日丽格 晋级 | 1    |
| 2021年4月17日 第一期 | 《還珠格格之私奔前的告别》 | 香妃   | 综藝班   | 田轩宁   | ✔    | ✘    | ✔    | ✔    | 51       | 乌日丽格 晋级 |      |
| 2021年4月17日 第一期 | 《還珠格格之危機四伏》     | 小燕子 | 综藝班   | 潘蓉歆   | ✘    | ✘    |      |      | 24       | 无人晋级      |      |
| 2021年4月17日 第一期 | 《還珠格格之危機四伏》     | 小燕子 | 才藝班   | 林艾泇   | ✘    | ✘    | ✘    |      | 25       | 无人晋级      | 3    |

#### 公演
| 日期                 | 劇目                     | 角色 | 班级   | 學員     | 結果          | 得票百分比            |
| 2021年4月24日 第二期 | 《還珠格格之皇上遇刺》   | 紫薇 | 综藝班 | 高容方   | 乌日丽格 获胜 | <80% 教导团获金扫把奖 |
| 2021年4月24日 第二期 | 《還珠格格之你是我的眼》 | 香妃 | 才藝班 | 乌日丽格 | 乌日丽格 获胜 | <80% 教导团获金扫把奖 |

### 第二轮考核
- 第二個經典影視劇IP ：還珠格格第三部

#### 小考
| 日期                 | 考场         | 班级     | 学员   | 結果                                      |
| 2021年4月24日 第二期 | 台词配音考核 | 才藝班   | 严屹南 | 无人晋级                                  |
| 2021年4月24日 第二期 | 台词配音考核 | 才藝班   | 于杨梓 | 无人晋级                                  |
| 2021年4月24日 第二期 | 台词配音考核 | 才藝班   | 曹赛亚 | 无人晋级                                  |
| 2021年4月24日 第二期 | 台词配音考核 | 综藝班   | 胡尹   | 无人晋级                                  |
| 2021年4月24日 第二期 | 台词配音考核 | 综藝班   | 高容方 | 无人晋级                                  |
| 2021年4月24日 第二期 | 台词配音考核 | 综藝班   | 包上恩 | 无人晋级                                  |
| 2021年4月24日 第二期 | 台词配音考核 | 自定義班 | 吕研   | 徐世昕 晋级即兴考核                       |
| 2021年4月24日 第二期 | 台词配音考核 | 自定義班 | 朱丹妮 | 徐世昕 晋级即兴考核                       |
| 2021年4月24日 第二期 | 台词配音考核 | 自定義班 | 徐世昕 | 徐世昕 晋级即兴考核                       |
| 2021年4月24日 第二期 | 形体表演考核 | 才藝班   | 林艾泇 | 林艾泇 晋级即興考核 乌日丽格 保送即興考核 |
| 2021年4月24日 第二期 | 形体表演考核 | 才藝班   | 周静波 | 林艾泇 晋级即興考核 乌日丽格 保送即興考核 |
| 2021年4月24日 第二期 | 形体表演考核 | 综藝班   | 段小薇 | 无人晋级                                  |
| 2021年4月24日 第二期 | 形体表演考核 | 综藝班   | 张沐兮 | 无人晋级                                  |
| 2021年4月24日 第二期 | 形体表演考核 | 综藝班   | 黄思瑞 | 无人晋级                                  |
| 2021年4月24日 第二期 | 形体表演考核 | 自定義班 | 赵诗意 | 崔真真 晋级即興考核                       |
| 2021年4月24日 第二期 | 形体表演考核 | 自定義班 | 崔真真 | 崔真真 晋级即興考核                       |
| 2021年4月24日 第二期 | 形体表演考核 | 自定義班 | 程曼鑫 | 崔真真 晋级即興考核                       |
| 2021年4月24日 第二期 | 情感演绎考核 | 才藝班   | 曹斐然 | 曹斐然 晋级即興考核                       |
| 2021年4月24日 第二期 | 情感演绎考核 | 才藝班   | 于昕屹 | 曹斐然 晋级即興考核                       |
| 2021年4月24日 第二期 | 情感演绎考核 | 才藝班   | 黄婷   | 曹斐然 晋级即興考核                       |
| 2021年4月24日 第二期 | 情感演绎考核 | 综藝班   | 张天爱 | 潘蓉歆 晋级即興考核                       |
| 2021年4月24日 第二期 | 情感演绎考核 | 综藝班   | 田轩宁 | 潘蓉歆 晋级即興考核                       |
| 2021年4月24日 第二期 | 情感演绎考核 | 综藝班   | 潘蓉歆 | 潘蓉歆 晋级即興考核                       |
| 2021年4月24日 第二期 | 情感演绎考核 | 自定義班 | 韩沛颖 | 无人晋级                                  |
| 2021年4月24日 第二期 | 情感演绎考核 | 自定義班 | 屈梦汝 | 无人晋级                                  |
| 2021年4月24日 第二期 | 情感演绎考核 | 自定義班 | 肖小芸 | 无人晋级                                  |

#### 即興考核
| 日期                 | 劇目                               | 角色   | 班级     | 學員     | 考点 | 考点 | 考点 | 考点 | 個人票數 | 結果        | 排名 |
| 日期                 | 劇目                               | 角色   | 班级     | 學員     | 1    | 2    | 3    | 4    | 個人票數 | 結果        | 排名 |
| 2021年4月24日 第二期 | 《還珠格格第三部之有一种爱叫放手》 | 夏盈盈 | 才藝班   | 曹斐然   | ✘    | ✘    | ✘    |      |          | 林艾泇 晋级 | 1    |
| 2021年4月24日 第二期 | 《還珠格格第三部之有一种爱叫放手》 | 夏盈盈 | 才藝班   | 林艾泇   | ✘    | ✘    |      |      |          | 林艾泇 晋级 |      |
| 2021年4月24日 第二期 | 《還珠格格之第三部爱情还是亲情》   | 小燕子 | 才藝班   | 乌日丽格 | ✘    | ✘    |      |      |          | 徐世昕 晋级 | 1    |
| 2021年4月24日 第二期 | 《還珠格格之第三部爱情还是亲情》   | 小燕子 | 自定義班 | 徐世昕   | ✘    | ✘    |      |      |          | 徐世昕 晋级 |      |
| 2021年4月24日 第二期 | 《還珠格格第三部之我就是你的紫薇》 | 慕沙   | 自定義班 | 崔真真   | ✘    | ✘    |      |      |          | 无人晋级    |      |
| 2021年4月24日 第二期 | 《還珠格格第三部之我就是你的紫薇》 | 慕沙   | 综藝班   | 潘蓉歆   | ✘    | ✘    |      |      |          | 无人晋级    |      |

#### 公演
| 日期                 | 劇目               | 角色 | 班级     | 學員   | 結果        | 得票百分比            |
| 2021年4月24日 第二期 | 《還珠格格》第三部 |      | 自定義班 | 徐世昕 | 徐世昕 获胜 | <80% 教导团获金扫把奖 |
| 2021年4月24日 第二期 | 《還珠格格》第三部 |      | 才藝班   | 林艾泇 | 徐世昕 获胜 | <80% 教导团获金扫把奖 |

### 第三轮考核
- 第三個經典影視劇IP ：香蜜沉沉燼如霜
* 功课一:给自己的一封信,高容方晋级即興考核

#### 小考
| 日期                | 考场         | 班级     | 学员     | 結果                                                |
| 2021年5月1日 第三期 | 形体表演考核 | 才藝班   | 黄婷     | 周静波、曹赛亚、乌日丽格、于昕屹、黄婷、严屹南 晋级 |
| 2021年5月1日 第三期 | 形体表演考核 | 才藝班   | 于昕屹   | 周静波、曹赛亚、乌日丽格、于昕屹、黄婷、严屹南 晋级 |
| 2021年5月1日 第三期 | 形体表演考核 | 才藝班   | 于杨梓   | 周静波、曹赛亚、乌日丽格、于昕屹、黄婷、严屹南 晋级 |
| 2021年5月1日 第三期 | 形体表演考核 | 才藝班   | 林艾泇   | 周静波、曹赛亚、乌日丽格、于昕屹、黄婷、严屹南 晋级 |
| 2021年5月1日 第三期 | 形体表演考核 | 才藝班   | 周静波   | 周静波、曹赛亚、乌日丽格、于昕屹、黄婷、严屹南 晋级 |
| 2021年5月1日 第三期 | 形体表演考核 | 才藝班   | 曹斐然   | 周静波、曹赛亚、乌日丽格、于昕屹、黄婷、严屹南 晋级 |
| 2021年5月1日 第三期 | 形体表演考核 | 才藝班   | 乌日丽格 | 周静波、曹赛亚、乌日丽格、于昕屹、黄婷、严屹南 晋级 |
| 2021年5月1日 第三期 | 形体表演考核 | 才藝班   | 曹赛亚   | 周静波、曹赛亚、乌日丽格、于昕屹、黄婷、严屹南 晋级 |
| 2021年5月1日 第三期 | 形体表演考核 | 才藝班   | 严屹南   | 周静波、曹赛亚、乌日丽格、于昕屹、黄婷、严屹南 晋级 |
| 2021年5月1日 第三期 | 形体表演考核 | 综藝班   | 潘蓉歆   | 张天爱、包上恩、田轩宁 晋级                         |
| 2021年5月1日 第三期 | 形体表演考核 | 综藝班   | 胡尹     | 张天爱、包上恩、田轩宁 晋级                         |
| 2021年5月1日 第三期 | 形体表演考核 | 综藝班   | 张天爱   | 张天爱、包上恩、田轩宁 晋级                         |
| 2021年5月1日 第三期 | 形体表演考核 | 综藝班   | 田轩宁   | 张天爱、包上恩、田轩宁 晋级                         |
| 2021年5月1日 第三期 | 形体表演考核 | 综藝班   | 包上恩   | 张天爱、包上恩、田轩宁 晋级                         |
| 2021年5月1日 第三期 | 形体表演考核 | 综藝班   | 段小薇   | 张天爱、包上恩、田轩宁 晋级                         |
| 2021年5月1日 第三期 | 形体表演考核 | 综藝班   | 黄思瑞   | 张天爱、包上恩、田轩宁 晋级                         |
| 2021年5月1日 第三期 | 形体表演考核 | 综藝班   | 高容方   | 张天爱、包上恩、田轩宁 晋级                         |
| 2021年5月1日 第三期 | 形体表演考核 | 综藝班   | 张沐兮   | 张天爱、包上恩、田轩宁 晋级                         |
| 2021年5月1日 第三期 | 形体表演考核 | 自定義班 | 韩沛颖   | 韩沛颖、崔真真、屈梦汝 晋级 徐世昕 保送             |
| 2021年5月1日 第三期 | 形体表演考核 | 自定義班 | 朱丹妮   | 韩沛颖、崔真真、屈梦汝 晋级 徐世昕 保送             |
| 2021年5月1日 第三期 | 形体表演考核 | 自定義班 | 崔真真   | 韩沛颖、崔真真、屈梦汝 晋级 徐世昕 保送             |
| 2021年5月1日 第三期 | 形体表演考核 | 自定義班 | 屈梦汝   | 韩沛颖、崔真真、屈梦汝 晋级 徐世昕 保送             |
| 2021年5月1日 第三期 | 形体表演考核 | 自定義班 | 肖小芸   | 韩沛颖、崔真真、屈梦汝 晋级 徐世昕 保送             |
| 2021年5月1日 第三期 | 形体表演考核 | 自定義班 | 程曼鑫   | 韩沛颖、崔真真、屈梦汝 晋级 徐世昕 保送             |
| 2021年5月1日 第三期 | 形体表演考核 | 自定義班 | 赵诗意   | 韩沛颖、崔真真、屈梦汝 晋级 徐世昕 保送             |
| 2021年5月1日 第三期 | 形体表演考核 | 自定義班 | 吕研     | 韩沛颖、崔真真、屈梦汝 晋级 徐世昕 保送             |
| 2021年5月1日 第三期 | 情境演绎考核 | 才藝班   | 黄婷     | 无人晋级                                            |
| 2021年5月1日 第三期 | 情境演绎考核 | 才藝班   | 周静波   | 无人晋级                                            |
| 2021年5月1日 第三期 | 情境演绎考核 | 才藝班   | 曹赛亚   | 无人晋级                                            |
| 2021年5月1日 第三期 | 情境演绎考核 | 综藝班   | 包上恩   | 田轩宁 晋级即興考核                                 |
| 2021年5月1日 第三期 | 情境演绎考核 | 综藝班   | 田轩宁   | 田轩宁 晋级即興考核                                 |
| 2021年5月1日 第三期 | 情境演绎考核 | 自定義班 | 屈梦汝   | 屈梦汝 晋级即興考核                                 |
| 2021年5月1日 第三期 | 威亚考核     | 才藝班   | 乌日丽格 | 乌日丽格、严屹南 晋级即興考核                       |
| 2021年5月1日 第三期 | 威亚考核     | 才藝班   | 于昕屹   | 乌日丽格、严屹南 晋级即興考核                       |
| 2021年5月1日 第三期 | 威亚考核     | 才藝班   | 严屹南   | 乌日丽格、严屹南 晋级即興考核                       |
| 2021年5月1日 第三期 | 威亚考核     | 综藝班   | 张天爱   | 无人晋级                                            |
| 2021年5月1日 第三期 | 威亚考核     | 自定義班 | 崔真真   | 无人晋级                                            |
| 2021年5月1日 第三期 | 威亚考核     | 自定義班 | 韩沛颖   | 无人晋级                                            |

#### 即興考核
| 日期                | 劇目                                         | 角色 | 班级     | 學員     | 考点 | 考点 | 考点 | 考点 | 個人票數 | 結果        | 排名 |
| 日期                | 劇目                                         | 角色 | 班级     | 學員     | 1    | 2    | 3    | 4    | 個人票數 | 結果        | 排名 |
| 2021年5月1日 第三期 | 《香蜜沉沉燼如霜之身不由己》                 | 锦觅 | 才藝班   | 严屹南   | ✘    | ✘    | ✔    | ✘    | 34       | 屈梦汝 晋级 | 5    |
| 2021年5月1日 第三期 | 《香蜜沉沉燼如霜之身不由己》                 | 锦觅 | 自定義班 | 屈梦汝   | ✔    | ✘    | ✔    | ✔    | 97       | 屈梦汝 晋级 | 1    |
| 2021年5月1日 第三期 | 《香蜜沉沉燼如霜之如果你被控制了你就眨眨眼》 | 穗禾 | 自定義班 | 徐世昕   | ✘    | ✘    | ✘    |      | 27       | 徐世昕 晋级 | 6    |
| 2021年5月1日 第三期 | 《香蜜沉沉燼如霜之如果你被控制了你就眨眨眼》 | 穗禾 | 综藝班   | 田轩宁   | ✔    | ✘    | ✘    | ✘    | 47       | 徐世昕 晋级 | 4    |
| 2021年5月1日 第三期 | 《香蜜沉沉燼如霜之心有灵犀》                 | 锦觅 | 综藝班   | 高容方   | ✔    | ✔    | ✔    | ✔    | 94       | 无人晋级    | 2    |
| 2021年5月1日 第三期 | 《香蜜沉沉燼如霜之心有灵犀》                 | 锦觅 | 才藝班   | 乌日丽格 | ✔    | ✔    | ✘    | ✘    | 57       | 无人晋级    | 3    |

#### 公演
- 毛不易：《不染》

| 日期                | 劇目                         | 角色 | 班级     | 學員   | 結果        | 得票百分比                         |
| 2021年5月8日 第四期 | 《香蜜沉沉燼如霜之私定终身》 | 锦觅 | 自定義班 | 徐世昕 | 屈梦汝 获胜 | >80% 屈梦汝获得金步摇,登上加冕宝座 |
| 2021年5月8日 第四期 | 《香蜜沉沉燼如霜之爱人成仇》 | 锦觅 | 才藝班   | 屈梦汝 | 屈梦汝 获胜 | >80% 屈梦汝获得金步摇,登上加冕宝座 |

### 第四轮考核
- 第四個經典影視劇IP ：公主嫁到

#### 小考
| 日期                 | 考场         | 班级     | 学员   | 結果                        |
| 2021年5月15日 第五期 | 形体表演考核 | 才藝班   | 曹赛亚 | 曹赛亚 晋级即興考核         |
| 2021年5月15日 第五期 | 形体表演考核 | 才藝班   | 黄婷   | 曹赛亚 晋级即興考核         |
| 2021年5月15日 第五期 | 形体表演考核 | 综藝班   | 张天爱 | 无人晋级                    |
| 2021年5月15日 第五期 | 形体表演考核 | 综藝班   | 张沐兮 | 无人晋级                    |
| 2021年5月15日 第五期 | 形体表演考核 | 综藝班   | 黄思瑞 | 无人晋级                    |
| 2021年5月15日 第五期 | 形体表演考核 | 自定義班 | 韩沛颖 | 韩沛颖 晋级即興考核         |
| 2021年5月15日 第五期 | 台词配音考核 | 才藝班   | 周静波 | 周静波 晋级即興考核         |
| 2021年5月15日 第五期 | 台词配音考核 | 才藝班   | 曹斐然 | 周静波 晋级即興考核         |
| 2021年5月15日 第五期 | 台词配音考核 | 综藝班   | 包上恩 | 包上恩、田轩宁 晋级即興考核 |
| 2021年5月15日 第五期 | 台词配音考核 | 综藝班   | 胡尹   | 包上恩、田轩宁 晋级即興考核 |
| 2021年5月15日 第五期 | 台词配音考核 | 综藝班   | 田轩宁 | 包上恩、田轩宁 晋级即興考核 |
| 2021年5月15日 第五期 | 台词配音考核 | 自定義班 | 程曼鑫 | 屈梦汝 保送                 |

#### 即興考核
| 日期                 | 劇目                         | 角色     | 班级     | 學員   | 考点 | 考点 | 考点 | 考点 | 個人票數 | 結果        | 排名 |
| 日期                 | 劇目                         | 角色     | 班级     | 學員   | 1    | 2    | 3    | 4    | 個人票數 | 結果        | 排名 |
| 2021年5月15日 第五期 | 《公主嫁到之欢喜冤家》       | 昭阳公主 | 综藝班   | 包上恩 | ✔    | ✘    | ✔    | ✔    | 81       | 包上恩 晋级 | 2    |
| 2021年5月15日 第五期 | 《公主嫁到之欢喜冤家》       | 昭阳公主 | 综藝班   | 田轩宁 | ✔    | ✘    | ✔    | ✔    | 79       | 包上恩 晋级 | 3    |
| 2021年5月15日 第五期 | 《公主嫁到之努力的打工人》   | 阿四     | 才藝班   | 曹赛亚 | ✘    | ✘    | ✘    |      | 37       | 周静波 晋级 | 6    |
| 2021年5月15日 第五期 | 《公主嫁到之努力的打工人》   | 阿四     | 才藝班   | 周静波 | ✔    | ✔    | ✔    | ✔    | 97       | 周静波 晋级 | 1    |
| 2021年5月15日 第五期 | 《公主嫁到之从天而降的恩公》 | 阿四     | 自定義班 | 屈梦汝 | ✔    | ✘    | ✔    | ✘    | 54       | 无人晋级    | 5    |
| 2021年5月15日 第五期 | 《公主嫁到之从天而降的恩公》 | 阿四     | 自定義班 | 韩沛颖 | ✔    | ✔    | ✔    | ✔    | 79       | 无人晋级    | 3    |

#### 公演
| 日期                 | 劇目                     | 角色     | 班级   | 學員   | 結果        | 得票百分比                         |
| 2021年5月22日 第六期 | 《公主嫁到之公主相亲记》 | 昭阳公主 | 综藝班 | 包上恩 | 周静波 获胜 | >80% 周静波获得金步摇,登上加冕宝座 |
| 2021年5月22日 第六期 | 《公主嫁到之新婚之夜》   | 昭阳公主 | 才藝班 | 周静波 | 周静波 获胜 | >80% 周静波获得金步摇,登上加冕宝座 |

### 第五轮考核
- 第五個經典影視劇IP ：步步驚心

#### 公演
| 日期                 | 劇目                                | 角色       | 班级     | 學員   | 結果        | 得票百分比                         |
| 2021年5月22日 第七期 | 《步步驚心之好想再见你》            | 马尔泰若曦 | 才藝班   | 曹斐然 | 屈梦汝 获胜 | >80% 包上恩获得金步摇,登上加冕宝座 |
| 2021年5月22日 第七期 | 《步步驚心之好想再见你》            | 马尔泰若曦 | 才藝班   | 屈梦汝 | 屈梦汝 获胜 | >80% 包上恩获得金步摇,登上加冕宝座 |
| 2021年5月22日 第七期 | 《步步驚心之是你呀！若曦》          | 马尔泰若曦 | 自定義班 | 赵诗意 | 赵诗意 获胜 | >80% 包上恩获得金步摇,登上加冕宝座 |
| 2021年5月22日 第七期 | 《步步驚心之是你呀！若曦》          | 马尔泰若曦 | 才藝班   | 黄婷   | 赵诗意 获胜 | >80% 包上恩获得金步摇,登上加冕宝座 |
| 2021年5月22日 第七期 | 《步步驚心之爱恨两难全/雨中的陪伴》 | 马尔泰若曦 | 综藝班   | 包上恩 | 包上恩 获胜 | >80% 包上恩获得金步摇,登上加冕宝座 |
| 2021年5月22日 第七期 | 《步步驚心之爱恨两难全/雨中的陪伴》 | 马尔泰若曦 | 自定義班 | 徐世昕 | 包上恩 获胜 | >80% 包上恩获得金步摇,登上加冕宝座 |

### 第六轮考核
- 第六個經典影視劇IP ：大明風華

#### 公演
| 日期                 | 劇目                       | 角色   | 班级     | 學員        | 結果          | 得票百分比                           |
| 2021年5月29日 第八期 | 《大明風華之病榻前的对白》 | 张研   | 才藝班   | 周静波 黄婷 | 曹赛亚 获胜   | >80% 乌日丽格获得金步摇,登上加冕宝座 |
| 2021年5月29日 第八期 | 《大明風華之病榻前的对白》 | 张研   | 综藝班   | 曹赛亚      | 曹赛亚 获胜   | >80% 乌日丽格获得金步摇,登上加冕宝座 |
| 2021年5月29日 第八期 | 《大明風華之母子诉衷肠》   | 孙若微 | 综藝班   | 包上恩      | 包上恩 获胜   | >80% 乌日丽格获得金步摇,登上加冕宝座 |
| 2021年5月29日 第八期 | 《大明風華之母子诉衷肠》   | 孙若微 | 自定義班 | 徐世昕      | 包上恩 获胜   | >80% 乌日丽格获得金步摇,登上加冕宝座 |
| 2021年5月29日 第八期 | 《大明風華之冰释前嫌》     | 胡善祥 | 才藝班   | 乌日丽格    | 乌日丽格 获胜 | >80% 乌日丽格获得金步摇,登上加冕宝座 |
| 2021年5月29日 第八期 | 《大明風華之冰释前嫌》     | 孙若微 | 自定義班 | 赵诗意      | 乌日丽格 获胜 | >80% 乌日丽格获得金步摇,登上加冕宝座 |
| 2021年5月29日 第八期 | 《大明風華之往后余生》     | 孙若微 | 才藝班   | 屈梦汝      | 曹斐然 获胜   | >80% 乌日丽格获得金步摇,登上加冕宝座 |
| 2021年5月29日 第八期 | 《大明風華之往后余生》     | 孙若微 | 才藝班   | 曹斐然      | 曹斐然 获胜   | >80% 乌日丽格获得金步摇,登上加冕宝座 |

### 毕业汇演
- 毕业汇演經典影視劇IP ：臥虎藏龍、孝莊秘史、羋月傳、新龍門客棧

#### 公演
| 日期                 | 次序 | 劇目                         | 助演           | 角色   | 班级     | 學員     | 結果        | 奖项           |
| 2021年5月31日 第九期 | 1    | 《臥虎藏龍之青冥宝剑之争》   | 張寶雯         | 玉娇龙 | 综藝班   | 曹赛亚   | 周静波 获胜 | 校长特别奖     |
| 2021年5月31日 第九期 | 1    | 《臥虎藏龍之青冥宝剑之争》   | 張寶雯         | 玉娇龙 | 才藝班   | 周静波   | 周静波 获胜 | 校长特别奖     |
| 2021年5月31日 第九期 | 2    | 《孝莊秘史之当爱已时过境迁》 | 嚴屹寬         | 大玉儿 | 才藝班   | 曹斐然   | 赵诗意 获胜 | 最受行业青睐奖 |
| 2021年5月31日 第九期 | 2    | 《孝莊秘史之当爱已时过境迁》 | 嚴屹寬         | 大玉儿 | 自定義班 | 赵诗意   | 赵诗意 获胜 | 最受行业青睐奖 |
| 2021年5月31日 第九期 | 3    | 《羋月傳之回不去的当初》     | 不適用         | 芈月   | 综藝班   | 包上恩   | 包上恩 获胜 | 学院三好学生奖 |
| 2021年5月31日 第九期 | 3    | 《羋月傳之回不去的当初》     | 不適用         | 芈姝   | 自定義班 | 徐世昕   | 包上恩 获胜 | 学院三好学生奖 |
| 2021年5月31日 第九期 | 4    | 《新龍門客棧之暗潮汹涌》     | 張寶雯         | 玉娇龙 | 才藝班   | 屈梦汝   | 屈梦汝 获胜 | 最受媒体欢迎奖 |
| 2021年5月31日 第九期 | 4    | 《臥虎藏龍之青冥宝剑之争》   | 鄭元暢、乔振宇 | 金镶玉 | 才藝班   | 乌日丽格 | 屈梦汝 获胜 | 最受媒体欢迎奖 |

## 外部連結
- 我是女演员的新浪微博